# Bart Hölscher
Bart Hölscher (1963) is een Nederlands filmmaker. Zijn bekendste film is Het zijn maar Duitsers over de Duitse oorlogsbegraafplaats in het Noord-Limburgse Ysselsteijn. Deze film werd o.a. genomineerd voor de DirectorsNL award en won de prijs ‘Beste lange film 2018’ tijdens het Limburg Film Festival. Hölscher is autodidact en begon zijn carrière als producent van radio- en tv-commercials waarmee hij regelmatig in de prijzen viel. Met de komst van regionale televisie in Limburg produceerde en regisseerde hij diverse tv-series waaronder: Niets voor niets, Een kwestie van smaak, en Wegwijs.  Hölscher maakte korte culinaire documentaires met o.a. Margo Reuten, Cas Spijkers, Robèrt van Beckhoven en Jonnie Boer, en kunstenaarsportretten met o.a. Jeroen Henneman.
Zijn eerste lange documentaire Het grote publiek moet weten wat hier te koop is verscheen in 2007. Hierna maakte hij verschillende documentaireseries voor de Nederlandse en de Vlaamse publieke omroep zoals Hemelse spijzen en Langs 's Heeren Wegen.  In 2021 verscheen zijn documentaire De mythe en de meester die ook een Duitse bioscooprelease kreeg.
In 2012 heeft hij een opleiding tot scenarioschrijver afgerond. Hölscher is vaste gastdocent bij Maastricht Academie of Arts en was tot 1 januari 2024 directeur van het Limburg Film Festival. Hij woont en werkt in Baarlo.  

## Werk
- 2024: Het is oké (documentaire) in productie. - over Euthanasie bij jongeren die uitzichtloos en ondraaglijk psychisch lijden. In coproductie met NTR en Omroep Brabant
- 2024: Broertje is verdwaald (documentaire) - documentaire over vierjarig Joods jongetje dat tijdens de Tweede Wereldoorlog door de Duitsers is vermoord en over de impact die dat 75 jaar later nog dagelijks heeft op het leven van zijn broer en zus.[3]   Regie: Bart Hölscher, producent: RB&H  Mediaprojecten BV in co-productie met Omroep MAX - 2DOC en regionale omroep  L1. Met steun van provincie Limburg,  Cultuurfonds Limburg, V-Fonds, VSB fonds, Stimuleringsfonds creatieve industrie.
- 2024 Het eiland van Ruben van Megen (documentaire) over een designer die meubels maakt van zeer ongewone materialen en constant de balans moet zien te bewaren tussen creëren en het verwerven van een inkomen voor zijn gezin.
- 2023: Tuinmannen van God  (documentaire) Korte erfgoed documentaire gemaakt in het kader CineSud MiniDoc 2023. Terwijl de kloosters in Kloosterdorp Steyl zo goed als leeg zijn en de gebouwen wachten op een nieuwe bestemming verzorgen de 90 jarige Broeder Alphonse en 88 jarige broeder Otto nog dagelijks vol overgave de eeuwenoude kloostertuinen.
- 2021 / 2022: Serie dubbelportretten over zorg (documentaire serie) deels gerealiseerd. Hoe is het om zorg te geven en hoe is het om zorg te ontvangen? Hoe ga je hierin met elkaar om en vind je een balans? Een serie dubbelportretten over de relatie tussen zorgverleners en zorgvragers. Regie: Bart Hölscher, producent: RB&H  Mediaprojecten BV in co-productie met L1
- 2019: De Mythe en de Meester - documentaire over de middeleeuwse beeldensnijder ‘De Meester van Elsloo’. Regie: Bart Hölscher, producent: RB&H  Mediaprojecten BV in co-productie met L1 en EO. Met steun van provincie Limburg, VSB Fonds, Prins Bernard Cultuurfonds Limburg.
- 2019: Van Tegelen naar Golgotha’ - documentaire over hoofdrolspelers Passiespelen Tegelen op reis naar Jeruzalem Regie: Bart Hölscher, producent: RB&H  Mediaprojecten BV in co-productie met L1 en EO. Met steun van provincie Limburg, VSB Fonds, Prins Bernard Cultuurfonds Limburg.
- 2017:  Het zijn maar Duitsers - documentaire over de Duitse soldaten begraafplaats in Ysselsteyn. Regie: Bart Hölscher, producent: Hans Heijnen Films in co-productie met L1 en NTR. Met steun van Mediafonds en Prins Bernard Cultuurfonds Limburg. Winnaar Beste Film LFF, nominatie NL AWARDS,  DOK  Monschau e.a.
- 2016:  Ik ga verhuizen, dat snap ik. - documentaire over mensen met een zware storing in het autismespectrum.  Productie en regie Bart Hölscher, producent RB&H Mediaprojecten in coproductie met L1.  -Nominatie beste korte documentaire LFF en  nominatie beste documentaire DOKfest Maastricht
- 2016: De Laatste Titel - documentaire over een kickbokser met een pest-verleden.  Regie Bart Hölscher, producent Memphis Film and Television in coproductie met L1.   Met steun van Mediafonds en Prins Bernard Cultuurfonds Limburg. Officiële selectie NFF en nominatie beste documentaire DOKfest Maastricht
- 2014: Vlamingen in Rome (vierdelige tv-serie) - documentaire reeks over de band tussen Vlaanderen en Rome.  Productie en regie Bart Hölscher, producent RB&H Mediaprojecten in coproductie met KTRO Braambos / VRT.
- 2012: Samen één wereld (documentaire 52’).  Een groep jongeren met een verstandelijke beperking maakt een reis  naar India.  Productie en regie: Bart Hölscher, producent: RB&H Mediaprojecten in coproductie met L1 TV, Omroep Brabant, Omroep Gelderland.
- 2011/2012: Langs 's Heeren wegen - achtdelige documentaire-tv-serie over klein religieus erfgoed.  Productie en regie Bart Hölscher:, producent: RB&H Mediaprojecten in coproductie VRT, L1 en Omroep Brabant.
- 2011: Van Grubbenvorst naar Stokkem (documentaire 50’).  Over oud zeer bij de winnaar van het Oud Limburgs Schuttersfeest. Productie en regie: Bart Hölscher, producent: L1, omroepen L1 TV en VRT (Canvas).
- 2009: Good Gewaes - documentaire over een herindeling in Noord-Limburg. Productie en regie: Bart Hölscher, producent: RB&H Mediaprojecten, omroep: L1 TV.
- 2008/2009: Hemelse Spijzen - achtdelige documentaire over christelijke symboliek en het raakvlak met de culinaire wereld. Productie en regie: Bart Hölscher,  co-productie van KRO en VRT met steun van CoBo fonds.
- 2007/2008: Het grote publiek moet weten wat hier te koop is (documentaire 52’). Over leven en werk van de Limburgse historicus en schrijver professor dr. Joseph Timmers.  Productie en regie: Bart Hölscher, producent: HölscherRTV, omroepen: L1 TV en VRT.  Met steun van de provincie Limburg.
- 2006 en 2011: En Cas (55’) Vijf bekende leerlingen van Cas Spijkers eren hun oude leermeester met een diner in Frankrijk.  Productie en regie: Bart Hölscher, producent:  Blends’ omroepen: L1 TV, Omroep Brabant, Omroep Gelderland en RTV Oost.
- 2001: Visions - film over kunstenaar Jeroen Henneman. Regie: Bart Hölscher, producent: VPRO